# Neon Nights
Neon Nights is het vierde muziekalbum van Dannii Minogue. Het album was uitgebracht in maart 2003. In November 2007 werd het album opnieuw uitgebracht met een extra cd.

## Eerste uitgave
1. "Put the Needle on It" (Johansson/Korpi/Minogue/Poole) – 3:24
2. "Creep" (Johansson/Korpi/Minogue/Poole) – 3:28
3. "I Begin to Wonder" (Ades/Dacia/Olaf/Minogue) – 3:40
4. "Hey! (So What)" (Jewels & Stone/Robinson) – 3:32
5. "For the Record" (Johansson/Korpi/Minogue/Poole) – 3:21
6. "Mighty Fine" (Brown/Bunch/Cang/Smith/Winstanley) – 3:55
7. "On the Loop" (Alexandre/Joly/Minogue/Ronald/Troillard) – 3:28
8. "Push" (Guldberg/Masterson/Minogue/Ronald/Sthal) – 3:21
9. "Mystified" (Masterson/Minogue/Ronald) – 3:43
10. "Don't Wanna Lose This Feeling" (Alexandre/Joly/Khari/Minogue/Ronald/Troillard) – 3:50
11. "Vibe On" (Jock-E/Kotecha/Minogue) – 3:40
12. "A Piece of Time" (Alexandre/Joly/Minogue/Ronald/Troillard) – 3:22
13. "Who Do You Love Now?" (Horn/Riva) – 3:26
14. "It Won't Work Out" (Masterson/Minogue/Ronald) – 4:05
15. "Come and Get It" (Sebastian Krieg remix) (verborgen track) – 6:30

### Bonusmateriaal
1. "Begin to Spin Me Around" (Dannii Minogue vs. Dead or Alive) – 3:16
2. "Don't Wanna Lose This Groove" – 3:17
3. "Who Do You Love Now?" (muziekvideo)
4. "Put the Needle on It" (muziekvideo)
5. "I Begin to Wonder" (muziekvideo)
6. Fotogalerij

### Luxe-uitgave 2007

#### Cd 1
1. "Put the Needle on It"
2. "Creep"
3. "I Begin to Wonder" (albumversie)
4. "Hey! (So What)"
5. "For the Record"
6. "Mighty Fine"
7. "On the Loop"
8. "Push"
9. "Mystified"
10. "Don't Wanna Lose This Feeling" (Al Stones radioversie)
11. "Vibe On"
12. "A Piece of Time"
13. "Who Do You Love Now?"
14. "Come and Get It" (radioversie, niet eerder uitgebracht)
15. "Nervous"
16. "Just Can't Give You Up" (niet eerder uitgebracht)
17. "Hide and Seek" (B-kantmix)
18. "Don't Wanna Lose This Groove"
19. "Est-ce que tu m'aimes encore?" (niet eerder uitgebracht in het VK)
20. "Goodbye Song"
21. "It Won't Work Out" (akoestische versie, niet eerder uitgebracht)

#### Cd 2
1. "Don't Wanna Lose This Groove" (lange versie, vs. Madonna)
2. "Begin to Spin Me Round" (lange versie, vs. Dead or Alive)
3. "Who Do You Love Now?" (Riva's Bora Bora club mix) (niet eerder uitgebracht in het VK)
4. "Put the Needle on It" (Jason Nevins Freak Club creation mix) (niet eerder uitgebracht)
5. "Hide and Seek" (Thriller Jill original extended mix) (niet eerder uitgebracht)
6. "Come and Get It" (Jerome Isra-Ae remix) (niet eerder uitgebracht)
7. "Put the Needle on It" (Tiga's Cookies dub)
8. "Creep" (Jon Dixon Club mix) (niet eerder uitgebracht)
9. "I Begin to Wonder" (Almighty Transensual club mix) (niet eerder uitgebracht)
10. "Put the Needle on It" (Cicada vocal mix)
11. "Come and Get It" (Sharam Jey remix) (niet eerder uitgebracht)
12. "Don't Wanna Lose This Feeling" (Jupiter Ace Speared Thru the Heart mix) (niet eerder uitgebracht)